# گونار فوسوم
گونار فوسوم (انگلیسی: Gunnar Fossum; ۷ مارس ۱۹۳۲ – ۲۹ ژوئن ۱۹۷۷) بازیکن هاکی روی یخ اهل نروژ بود.